# Campionatul de Fotbal al României 1916
Sezonul 1916 al Cupei Jean Luca P. Niculescu a fost cea de-a șaptea ediție a Campionatului de Fotbal al României. A avut loc în perioada 6 martie-15 mai 1916. Campioană a României a devenit în premieră Prahova Ploiești. Au participat doar patru echipe.

## Informatii
- Niciuna dintre echipele bucureștene nu a vrut să facă deplasarea la Ploiești, astfel că Prahova a câștigat la masa verde disputele programate acasă, devenind campioană.
- Nu se știe nimic despre deznodământul meciului dintre Colentina și Colțea, dar indiferent de rezultat, Prahova Ploiești nu mai putea pierde prima poziție.
- La data de 5 iunie 1916, patronul Prahova Ploiești, Jacob Koppes a organizat o petrecere în onoarea învingătorilor, la Parcul Sportiv FSSR, scrie Lazăr Breyer în cartea "Amintiri Sportive".
- În august 1916, România a intrat în Primul Război Mondial, semnând o alianță cu puterile Antantei, astfel că toate activitățile fotbalistice au fost întrerupte. Ele urmau a fi reluate abia în 1919.

## Rezultate
| 6 martie 1916 | Colentina București | 3 – 6 | Bukarester IHC FC | București Arbitru: Mario Gebauer |
| 6 martie 1916 |                     |       |                   | București Arbitru: Mario Gebauer |

| 6 martie 1916 | Colțea FC București | 0 – 4 | Prahova Ploiești | București Arbitru: Soutzo |
| 6 martie 1916 |                     |       |                  | București Arbitru: Soutzo |

| 13 martie 1916 | Colentina București | 0 – 1 | Prahova Ploiești | Parcul Sportiv FSSR, București Arbitru: Cyril Hense |
| 13 martie 1916 |                     |       |                  | Parcul Sportiv FSSR, București Arbitru: Cyril Hense |

| 13 martie 1916 | Colțea FC București | 1 – 1 | Bukarester IHC FC | Parcul Sportiv FSSR, București Arbitru: Theodor Davilla |
| 13 martie 1916 |                     |       |                   | Parcul Sportiv FSSR, București Arbitru: Theodor Davilla |

| 20 martie 1916 | Bukarester IHC FC          | 2 – 0 | Prahova Ploiești | Parcul Sportiv FSSR, București Arbitru: Theodor Davilla |
| 20 martie 1916 | Willy Pettit 13', ?' (pen) |       |                  | Parcul Sportiv FSSR, București Arbitru: Theodor Davilla |

| 20 martie 1916 | Colțea FC București | 1 – 1 | Colentina București | Parcul Sportiv FSSR, București |
| 20 martie 1916 |                     |       |                     | Parcul Sportiv FSSR, București |

| 27 martie 1916 | Colentina București | 0 – 1 | Bukarester IHC FC | Parcul Sportiv FSSR, București Arbitru: Mario Gebauer |
| 27 martie 1916 |                     |       |                   | Parcul Sportiv FSSR, București Arbitru: Mario Gebauer |

| 15 mai 1916 | Bukarester IHC FC | 1 – 1 | Colțea FC București | Parcul Sportiv FSSR, București Arbitru: Mario Gebauer |
| 15 mai 1916 |                   |       |                     | Parcul Sportiv FSSR, București Arbitru: Mario Gebauer |

## Clasament
| Loc | Echipă               | Pct. | MJ | V | E | Î | GM | GP | GA    | Note               |
| --- | -------------------- | ---- | -- | - | - | - | -- | -- | ----- | ------------------ |
| 1.  | Prahova Ploiești (C) | 10   | 6  | 5 | 0 | 1 | 14 | 2  | 7,000 | Campioana României |
| 2.  | Bukarester FC        | 8    | 6  | 3 | 2 | 1 | 11 | 8  | 1,375 |                    |
| 3.  | Colțea București     | 3    | 5  | 0 | 3 | 2 | 3  | 10 | 0,300 |                    |
| 4.  | Colentina            | 1    | 5  | 0 | 1 | 4 | 4  | 12 | 0,333 |                    |

| Câștigătorii Cupei Jean Luca P. Niculescu ediția 1916 |
| ----------------------------------------------------- |
| Prahova Ploiești Primul Titlu                         |

## Cupa Harwester
În toamna anului 1915 a avut loc Cupa Harwester.
| Loc | Echipă               | Pct. | MJ | V | E | Î | GM | GP | GA    | Note                    |
| --- | -------------------- | ---- | -- | - | - | - | -- | -- | ----- | ----------------------- |
| 1.  | Româno-Americană (C) | 18   | 10 | 8 | 2 | 0 | 33 | 4  | 8,250 | Câștigătoarea trofeului |
| 2.  | Prahova Ploiești     | 15   | 9  | 6 | 3 | 0 | 50 | 12 | 4,167 |                         |
| 3.  | Colentina            | 11   | 10 | 5 | 1 | 4 | 21 | 18 | 1,167 |                         |
| 4.  | Bukarester FC        | 8    | 10 | 4 | 0 | 6 | 15 | 29 | 0,517 |                         |
| 5.  | Colțea București     | 4    | 9  | 2 | 0 | 7 | 5  | 37 | 0,135 |                         |
| 6.  | Oltenia Craiova      | 2    | 8  | 1 | 0 | 7 | 11 | 31 | 0,355 |                         |